# Cathédrale de la Nativité de la Vierge Marie (Monastère d'Antoniev)
Pour les articles homonymes, voir Cathédrale de la Nativité-de-la-Vierge.
La cathédrale de la Nativité de la Vierge Marie (en russe : Собор Рождества Богородицы) est le catholikon du Monastère d'Antoniev. Consacré en 1119 par l'évêque de Novgorod, Johan Papine, c'est un des édifices de l'époque pré-mongole de la Rus' situé à Veliki Novgorod en Russie.« Maître Pierre » a probablement été l'architecte de cette cathédrale.
À l'origine, il s'agissait d'une église à trois nefs et un dôme, qui possédait un escalier circulaire dans une tour. Son plan était celui de l'église de l'Annonciation découvert lors de fouilles réalisées. Les formes architecturales et le maçonnage avaient été simplifiés par rapport à l'église précédente. Le chœur se situe au-dessus du narthex, c'est-à-dire dans les allées latérales sans se prolonger vers l'est et l'autel. Les piliers du côté est ont la forme d'un T, tandis que ceux du centre ont une forme hexagonale. Les murs sont encore recouverts de fresques du XIIe siècle au XIXe siècle.

## Construction

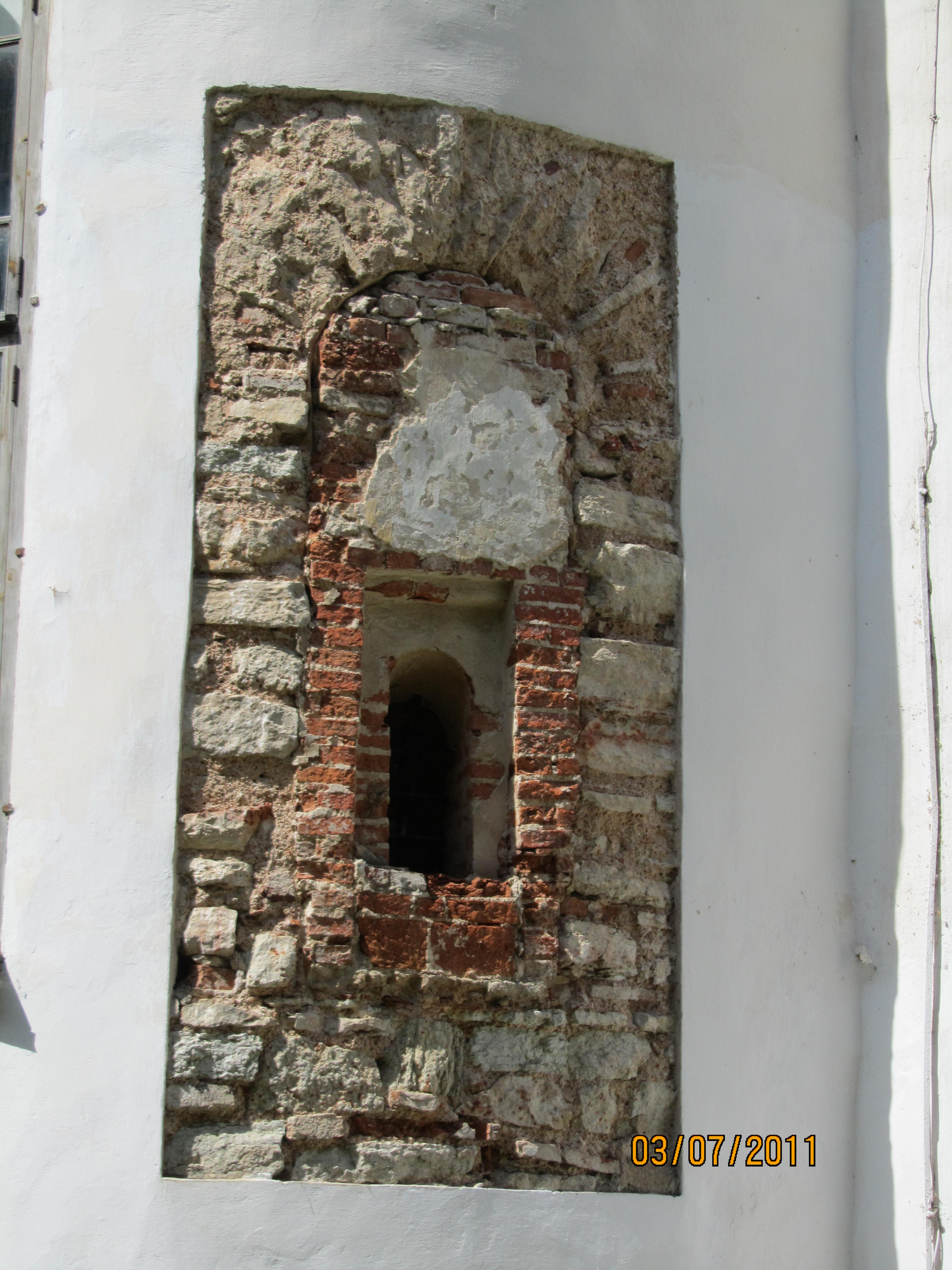
Fragments de l'ancienne maçonnerie

L'église fut édifiée à la demande d'Antoine de Rome, en 1117, dès la construction du monastère Antoniev, sur la rive droite de la rivière Volkhov. La construction d'une cathédrale en pierre, par une personnalité privée et sous son initiative personnelle telle qu' Antoine de Rome le réalisa, était tout à fait exceptionnelle à l'époque. Les autres édifices religieux de Novgorod ont été construits à l'initiative d'un prince. Mais il est vrai que la cathédrale de la Nativité est de dimension plus modeste et présente une série d'autres particularités.
La construction de l'édifice se réalisa en deux étapes. De 1117 à 1119 est construite sa partie centrale de plan, pratiquement carré, avec trois grandes absides et une seule coupole. L'intérieur était bien éclairé, grâce à l'abondance de fenêtres. Son volume, relativement réduit, est remarquablement homogène.
Presque immédiatement après la fin de la première étape de construction, de 1119 à 1122, à l'ouest de la cathédrale, est ajouté un narthex au-dessus duquel est placé un chœur. Le mur ouest de la première construction est complètement démonté. Du côté nord-ouest, une tour-escalier jouxte le narthex pour accéder à ce chœur. La tour est coiffée d'une coupole dans laquelle se trouvait, anciennement, une chapelle dédiée à Onuphre le Grand et à Pierre d'Athos. Une troisième coupole est ajoutée sur le chœur, pour équilibrer l'ensemble avec la partie sud-ouest. Cela permet un éclairage supplémentaire. Ces changements rapprochent l'aspect de l'église du monastère Antoniev de celui des autres édifices en pierre de Novgorod de cette époque. On trouvera aussi des analogies avec la Cathédrale Saint-Georges du monastère Saint-Georges de Iouriev qui possède également une tour-escalier extérieure (de forme rectangulaire il est vrai) et qui est surmontée de trois coupoles.
|                         |  |                                                           |  |              |
| Fresques du XIXe siècle |  | Fresques du XIIe siècle sur les piliers est. Vue du chœur |  | Vue du chœur |

Avec le temps, différents éléments sont ajoutés à l'édifice. Dès le XVIe siècle, un paperte apparaît du côté ouest. En 1671, du côté sud on ajoute une chapelle en l'honneur de saint Antoine de Rome, le fondateur du monastère Antoniev. En 1680, c'est une chapelle de l'apôtre Jean l'Évangéliste qui est ajoutée du côté nord. En 1699, le paperte initial est complété de tous les côtés de la cathédrale. Il est probable que c'est à cette époque que de nouveaux accès ont été ajoutés vers l'intérieur, consistant en de larges arcades, ouvertes dans les murs latéraux. Par ailleurs le plancher de la cathédrale qui s'était affaissé au fil des siècles a été remis au niveau du sol et, à cet effet, a été relevé d'un mètre. Les zakomars ont été remplacés par un toit à corniches droites . La cathédrale avait alors l'aspect qu'elle a conservé jusqu'à nos jours.
À la différence d'autres monastères de Novgorod, celui de Saint-Antoine (Antoniev) a été transformé en musée. Les reliques de saint Antoine de Rome, qui étaient conservées depuis 1597 dans la cathédrale, sont considérées comme disparues depuis l'ouverture des châsses par les Bolchéviques.

## Fresques

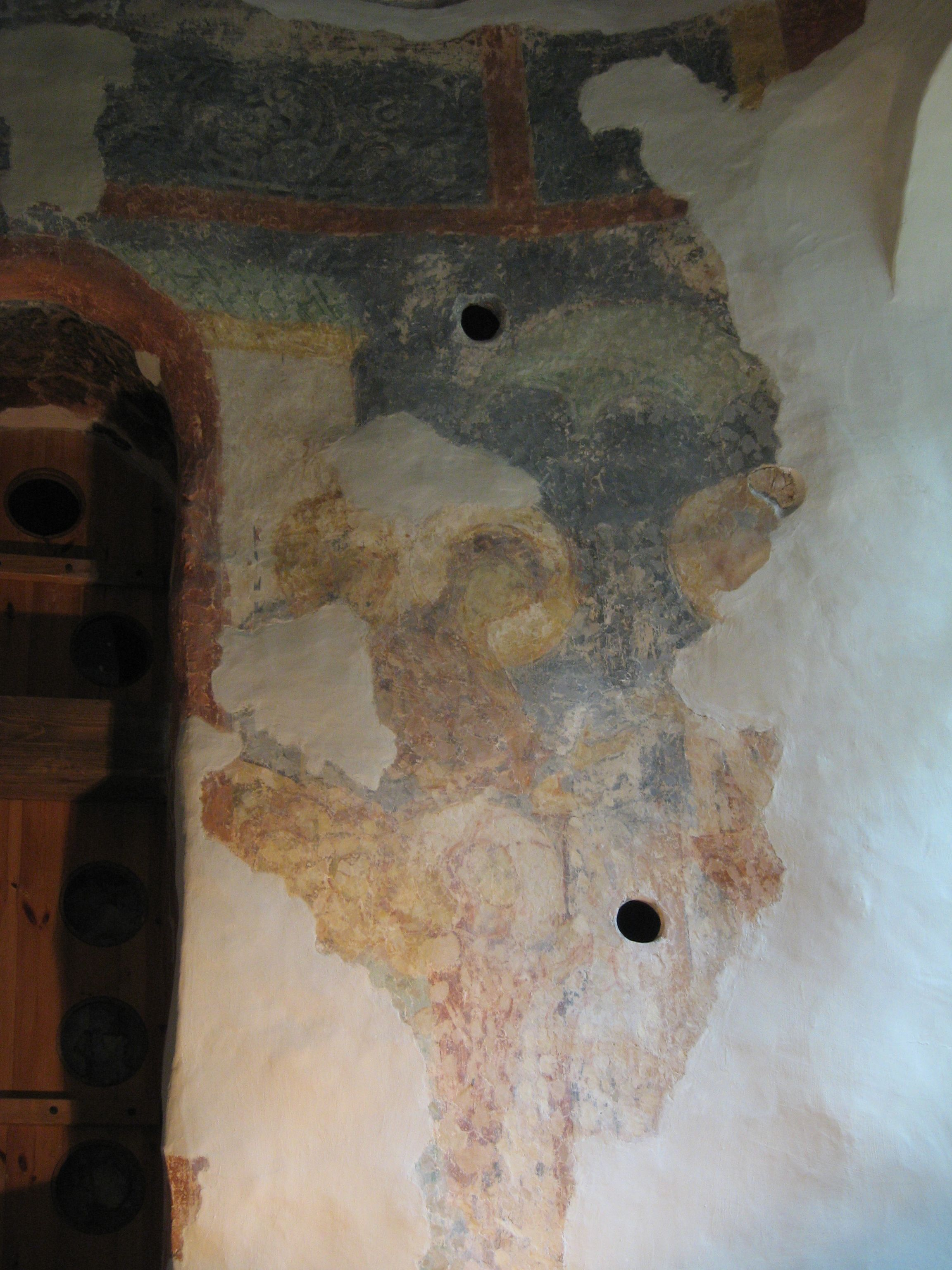
Présentation de Marie au Temple fresque de 1125

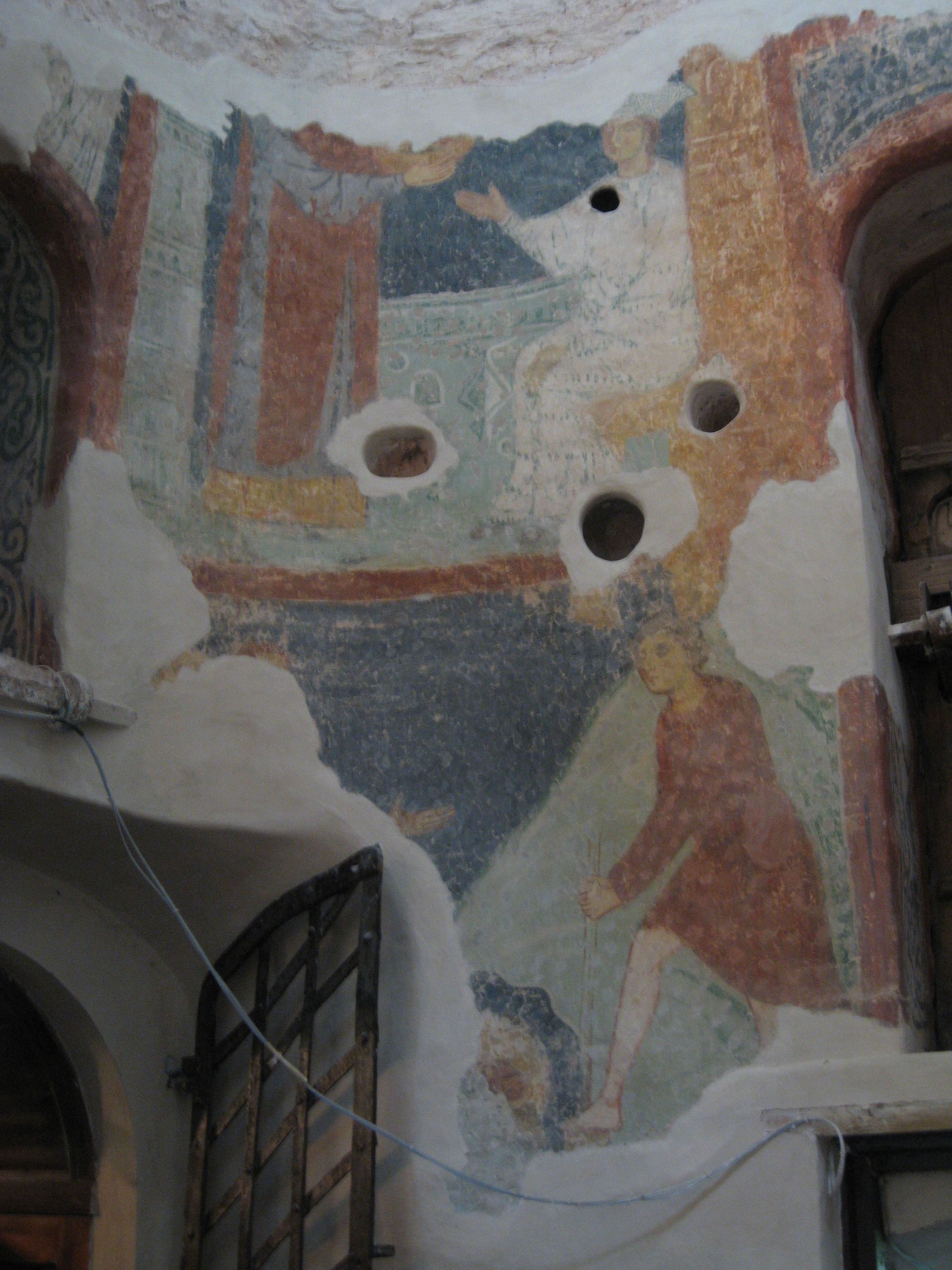
Fresque du diakonnik (sacristie) 1125

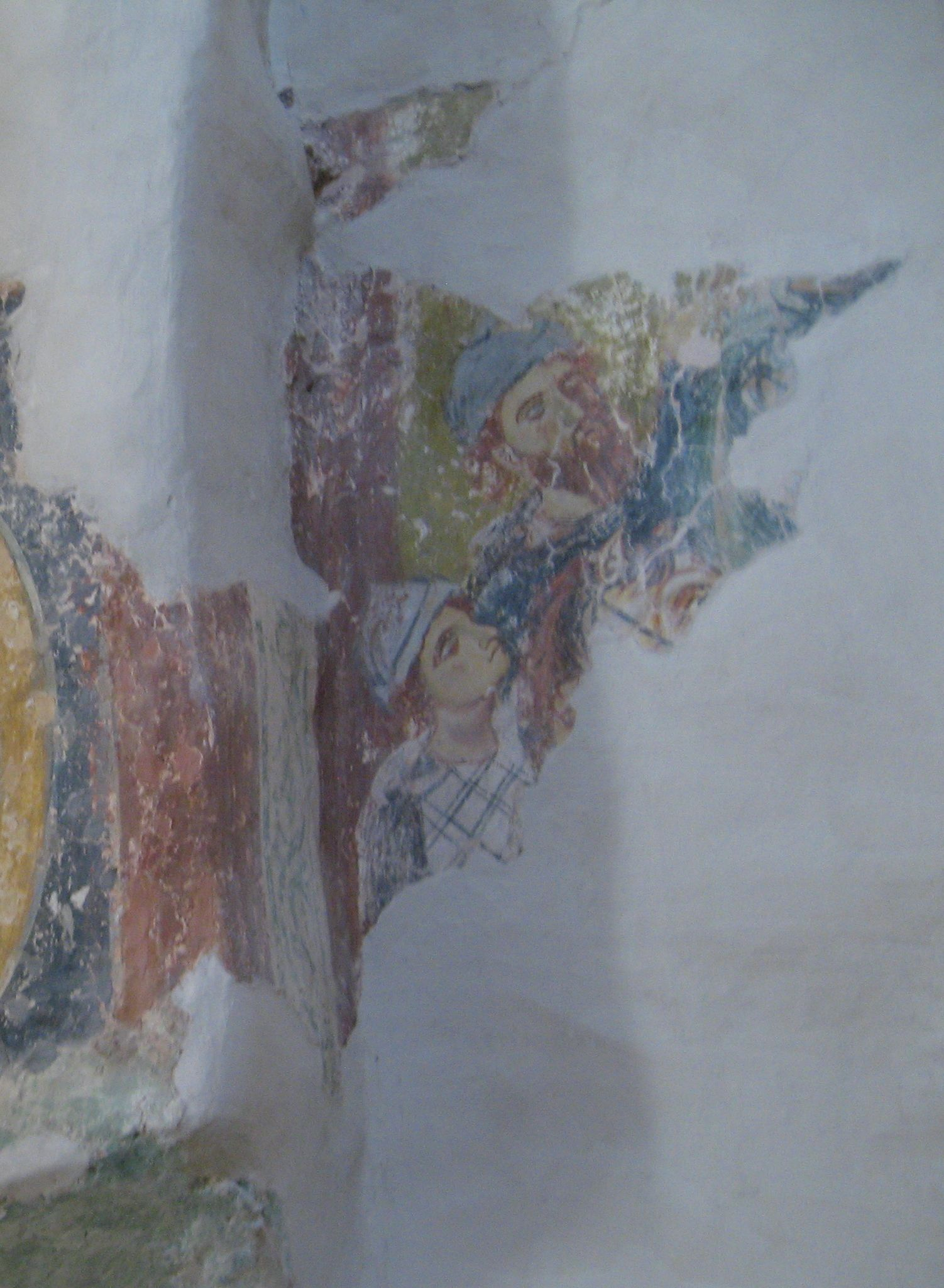
Volkhves (les Rois mages). 1125

En 1125, l'intérieur de la cathédrale est peint à fresques. Au XVIIe siècle une première rénovation de cette peinture est réalisée. En 1837, la peinture ancienne est enlevée des murs et, l'année suivante, les murs sont repeints. Ces peintures ont subsisté jusqu'à aujourd'hui. Elles ont adopté le style typiquement académique du XIXe siècle, loin du style de l'iconographie orthodoxe.
Les premiers petits fragments des fresques initiales sont découverts près de l'autel en 1898. Un travail systématique de restauration ne débute qu'en 1919 et se poursuivra jusqu'aux années 1990. Actuellement, pratiquement tous les fragments des peintures de 1125 ont été nettoyés et restaurés, ce qui permet de se rendre compte de leurs particularités stylistiques et de l'originalité des sujets choisis par les iconographes. 
Des fragments de peinture des trois absides, ainsi que d'étroites bandes sur les murs latéraux, près de l'autel, ont été conservés. Les fresques des piliers situés à l'est, protégées par une grande iconostase, ont également été bien conservées. 
Le style des fresques est repris à des modèles communs de l'art byzantin mais avec certains traits spécifiques originaux. Il ne semble pas y avoir de doute sur le fait que c'était bien là le but poursuivi par le fondateur du monastère.
Sur les deux registres inférieurs de l'abside centrale sont représentés de nombreux saints hiérarques. Ce choix de représentation restera une tradition novgorodienne durant le XIIe siècle. À côté des saints, sur les pans de murs menant à l'autel de l'arcade centrale, sont représentés le prophète de l'Ancien Testament, Moïse, et le grand-prêtre Aaron. Leur représentation encadre l'accès vers l'autel pour montrer que l'Ancien Testament préfigurait le Nouveau Testament. Ils semblent participer à un service liturgique avec le même statut que des évêques du Nouveau Testament. Cette particularité des sujets de la peinture de fresques, qui était extrêmement rare à l'époque byzantine, devint très répandue dans l'ancienne Russie. Une autre particularité propre à ces fresques consiste dans le grand nombre de saints représentés en pied ou en buste dans des médaillons près de l'accès aux trois autels. L'emplacement de cette multitude de saints est également particulière, puisqu'ils sont représentés du côté est de l'édifice alors que d'habitude ils le sont à l'entrée, du côté ouest.
Les fresques de la partie nord de l'abside de la cathédrale (le jertvenik, sacristie des églises orthodoxes) ont été dédiées au protévangile de Jacques appelé aussi Nativité de Marie qui décrit la naissance de Marie ainsi que son enfance, avant la naissance de Jésus. Ces fresques sont celles qui sont les mieux conservées : la scène de la Présentation de Marie au Temple, et celle de la Purification de la Vierge Marie, qui apparaît ici dans une composition séparée. Son emplacement, au centre de l'abside, est destiné à rappeler que c'est là que sont préparées les offrandes du saint sacrifice dans la liturgie. La Vierge Marie apparaît comme un don à Dieu, présenté par ses parents.
De l'autre côté de l'autel, dans la sacristie (diakonnike), sont représentés de longs extraits de la vie de Jean le Baptiste, se terminant par les scènes de son martyre, plusieurs scènes de sa décapitation et, après sa mort, la vénération pour sa tête qui apparaît immédiatement comme une relique sacrée. Figure également la scène du festin d'Hérode Antipas avec Hérodiade, qui se fait apporter la tête de saint Jean-Baptiste. Plus bas, la figure d'un adolescent qui a assisté à la décollation est bien conservée.

La plupart des fragments des murs situés au sud et au nord permettent de se faire une idée des fresques du naos. Traditionnellement, les voûtes et les parties supérieures des murs sont couvertes de sujets tirés des évangiles. Une autre caractéristique propre aux autres églises russes anciennes, consiste en l'importance de la surface consacrée aux scènes relatives à la naissance de Jésus-Christ (sur le mur sud) et à la Dormition de la Vierge Marie (sur le mur nord). La naissance et l'incarnation du Fils de Dieu sont ici opposées à la résurrection après la mort et à la vie éternelle. Même les petits fragments qui subsistent permettent de saisir l'interprétation originale de la Dormition de Marie présentée dans une variante fréquente, telle que celle de l'icône de la Dormition aux nuages, originaire de Novgorod. Les apôtres sont transportés par des nuages vers Jérusalem et vers le lit de mort de la Sainte Vierge.

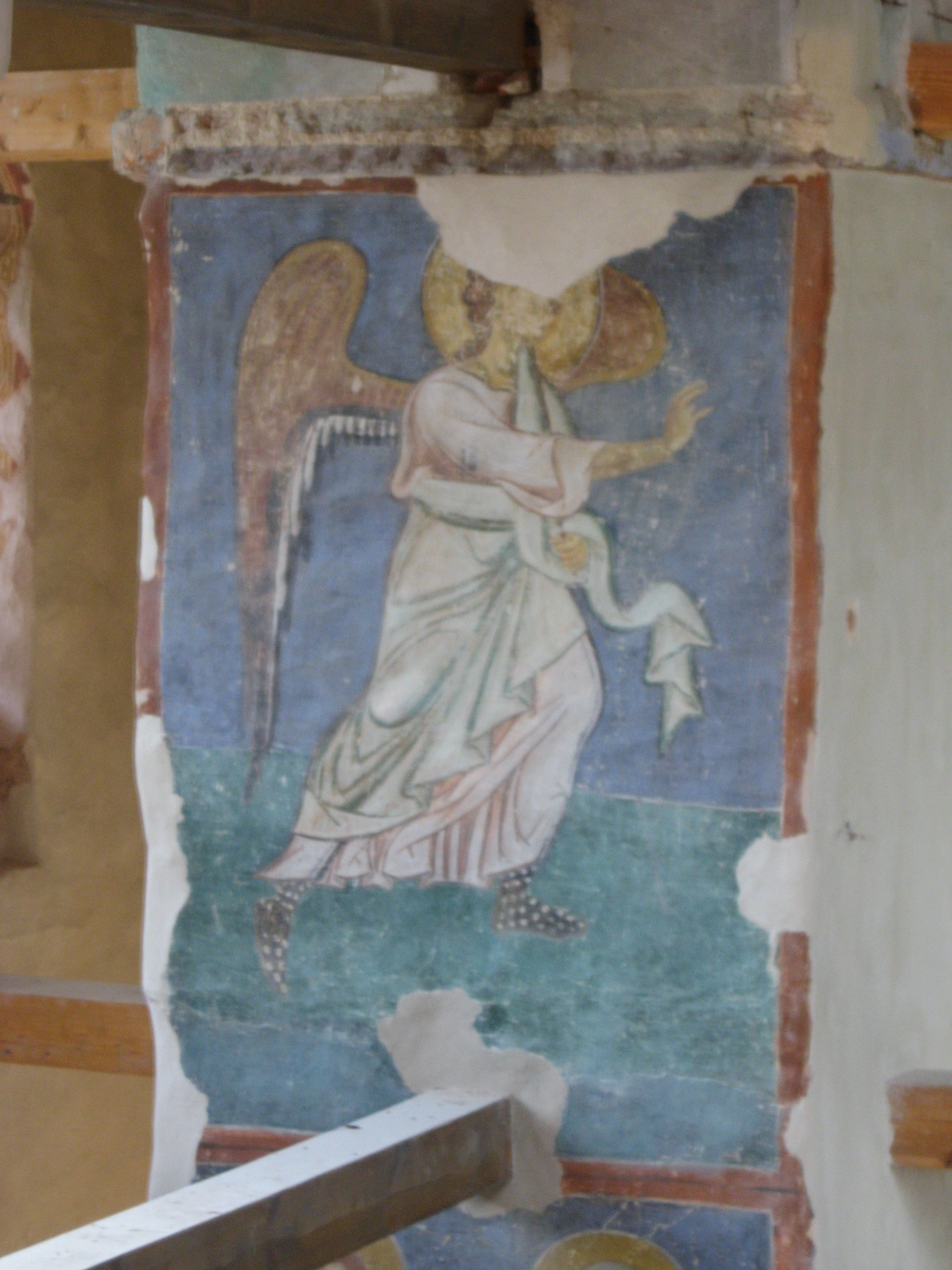
Annonciation. Archange Gabriel. Fresque de 1125

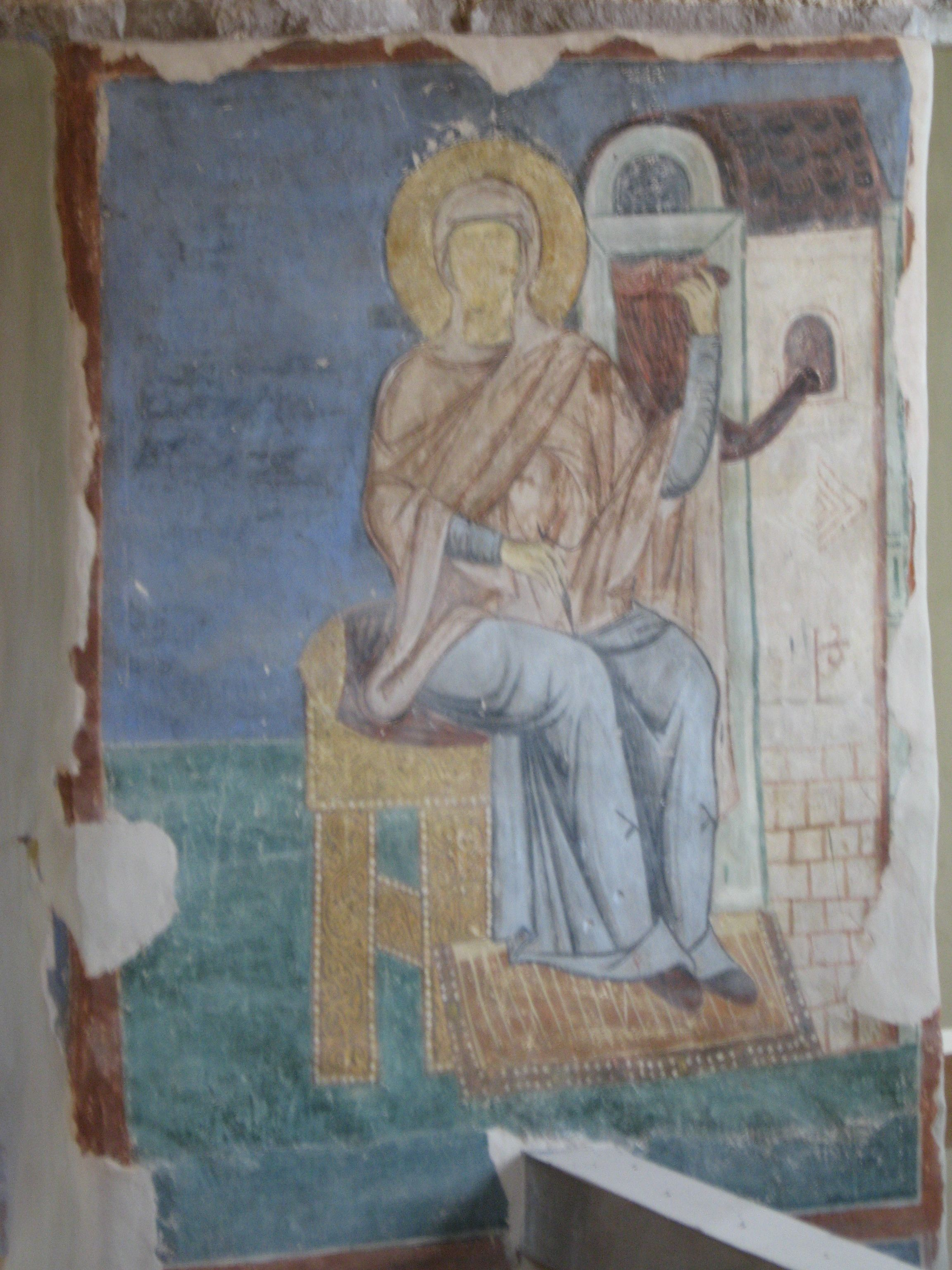
Annonciation. Marie (mère de Jésus). 1125

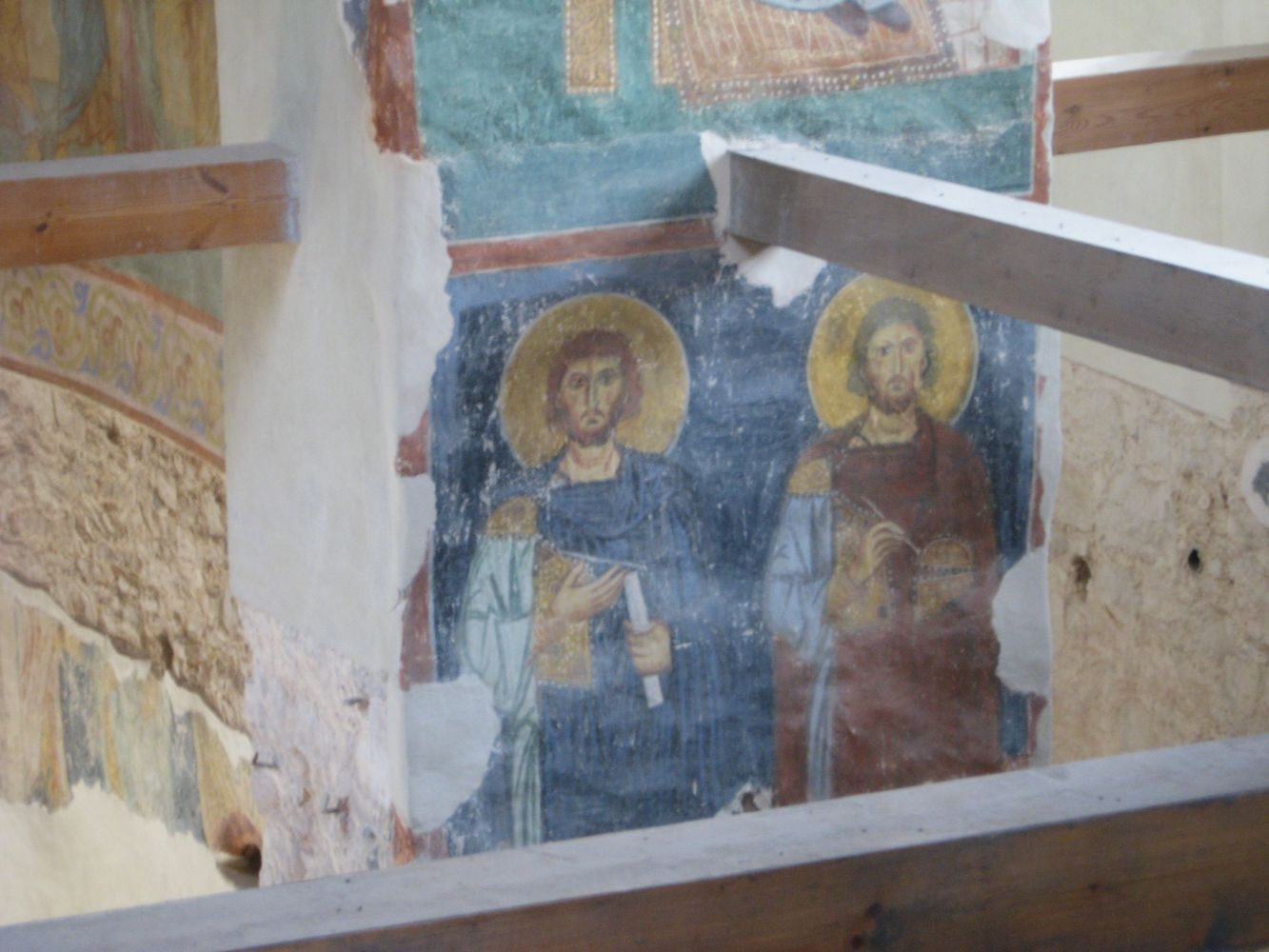
Saints-martyrs Flore et Laure

Les fresques les mieux conservées sont celles de piliers orientaux, tournés vers l'espace réservé aux fidèles. C'est là, dans la partie supérieure, qu'est représentée l'Annonciation à la Vierge Marie. Les images de la Vierge et de l'Archange Gabriel sont représentées séparément, comme si la scène se produisait dans l'espace même de la cathédrale avec une distanciation réelle dans le volume de celle-ci. En dessous de la fresque de l'Annonciation se trouvent quatre figures de saints guérisseurs : Cyrus et Jean, Flore et Laure. Deux d'entre eux portent en main des vases qui ressemblent à des ciboires et sont remplis de remèdes, les deux autres tiennent en main des parchemins. L'allusion est claire à une guérison du corps renforcée par une guérison de l'âme par l'enseignement chrétien. Par ailleurs, les images des guérisseurs jouxtent l'autel de la cathédrale, désignant clairement d'où peut provenir la guérison de l'homme.
Sous ces fresques était installée une barrière (templon) sur lequel n'étaient fixées à l'origine que les images de Jésus-Christ et de Marie. L'autel était caché par des rideaux suspendus devant le templon. Les bas des colonnes font référence à ces rideaux.
Les particularités de ces fresques sont restées longtemps dépourvues d'appréciations correctes de la part des chercheurs. Leur divulgation incomplète a empêché ceux-ci de saisir l'intérêt de leur style. L'idée est ensuite apparue de rechercher les liens existants entre elles et l'art russe ancien et également entre elles et l'art roman. Actuellement, il est clair que la peinture du monastère d'Antoniev doit être rapprochée de celle des autres édifices de Novgorod, même s'il faut lui reconnaître des particularités significatives. Il est probable que les artistes qui les ont réalisées étaient tous des Kiéviens. Ces fresques ont également conservé beaucoup de caractéristiques propres de la peinture du XIIe siècle, comme celle de la cathédrale Sainte-Sophie de Novgorod et celle de la cathédrale Saint-Nicolas (Novgorod).

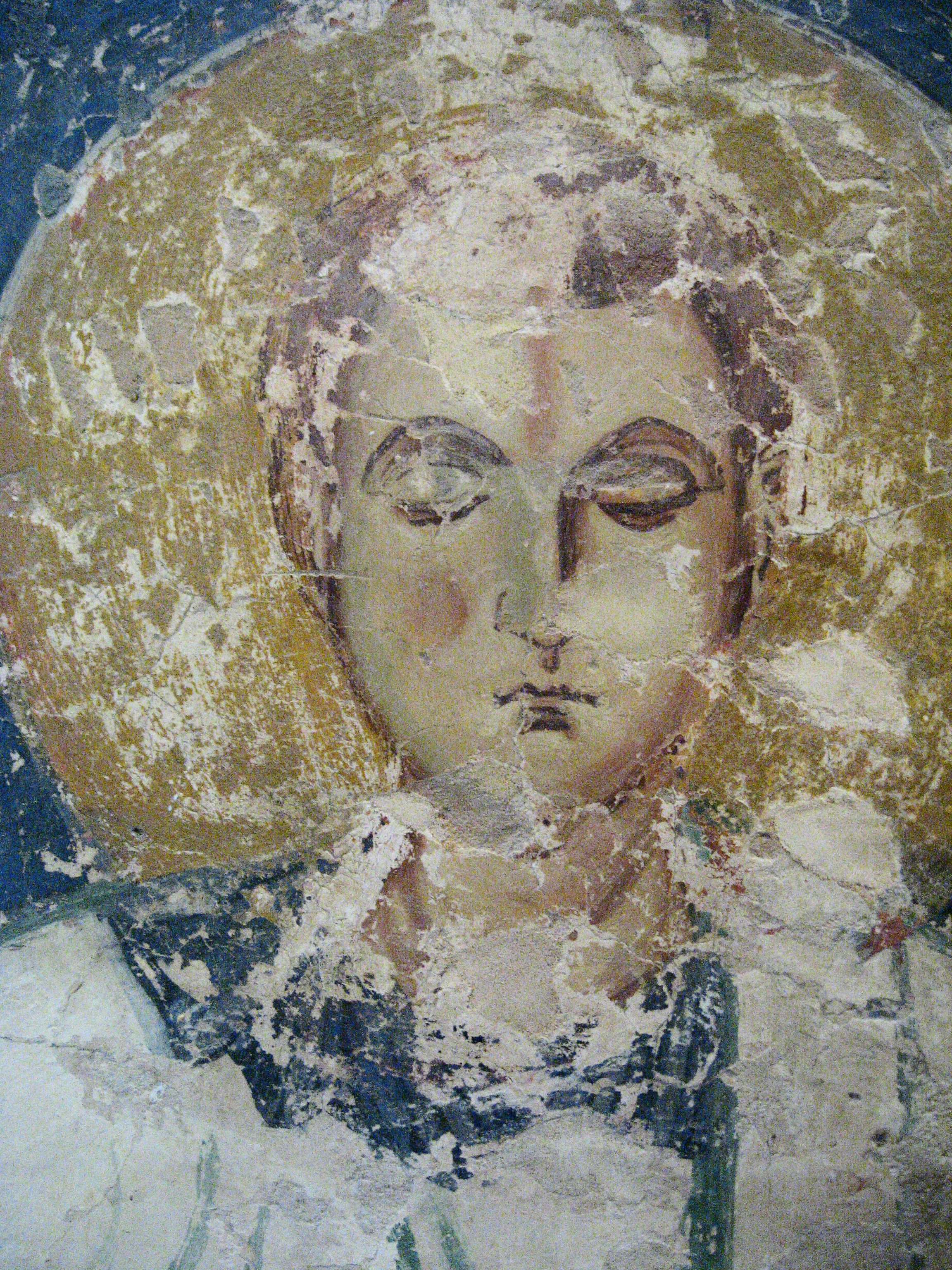
fresque du monastère d'Antoniev

Des figures grandes et lourdes, d'allure statique, aux visages d'une modélisation plastique se distinguant des vêtements presque plats, ce sont là des points communs aux fresques de ces églises. Par contre l'écriture particulière des fresques du monastère d'Antoniev, avec sa graphie plus intense des traits, donne aux images un plus grand dynamisme, davantage de puissance. Les visages ont une force émotionnelle à la limite de l'exaltation. Il s'agit là de la manifestation de nouvelles tendances qui se sont étendues à d'autres parties du monde byzantin mais qui ont trouvé un sérieux point d'appui à Novgorod. Ce contraste si vif entre les figures statiques des personnages et le dynamisme interne de leurs caractères est produit grâce aux choix des coloris : ici un fond bleu foncé associé à des nimbes jaune clair ; là des bures sombres de moines sont complétées par des accessoires aux tons roses, azur.

## Tour et escalier

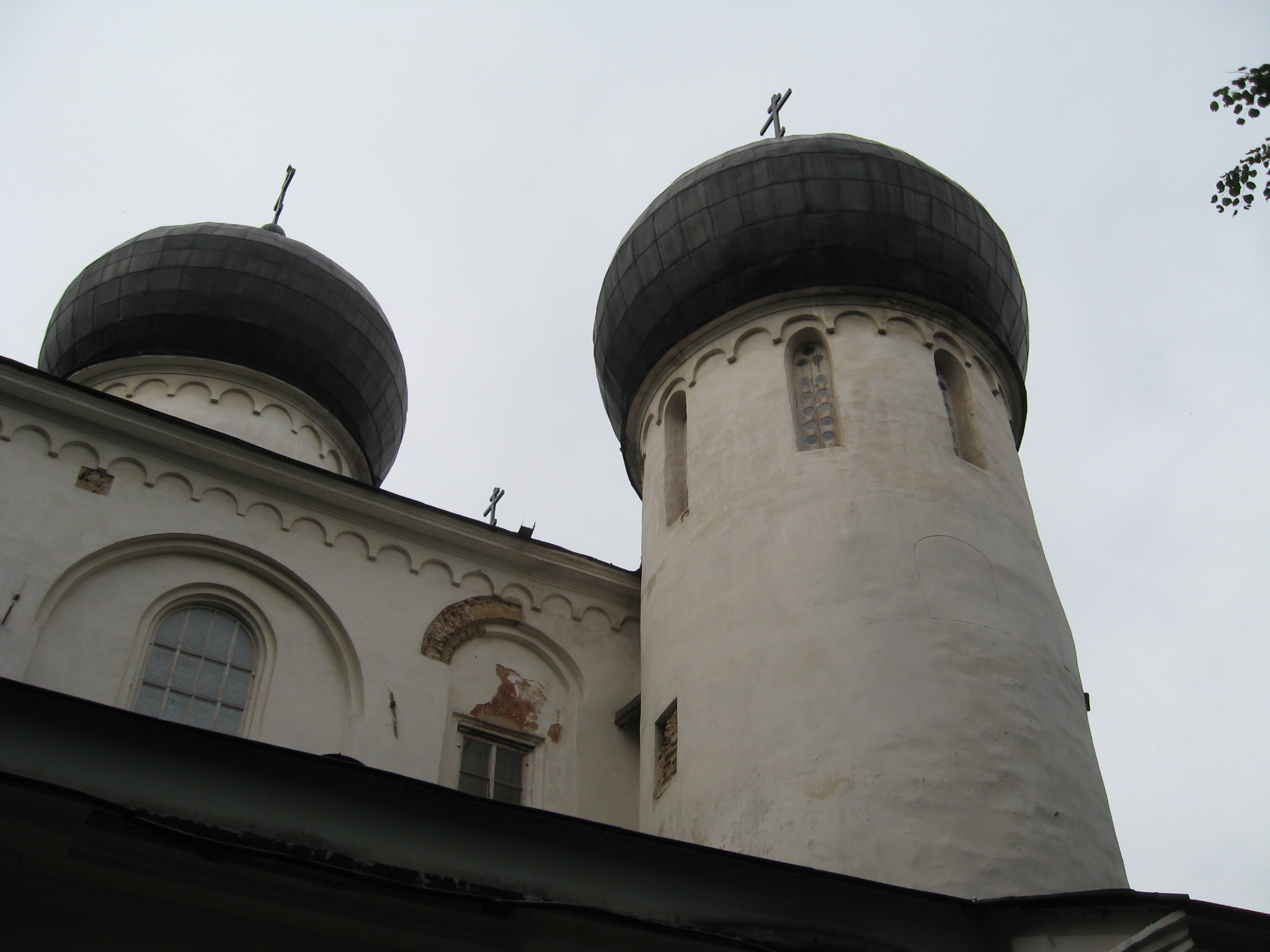
Tour-escalier

La tour-escalier contiguë à la cathédrale possédait à l'origine de nombreuses fonctions différentes. Elle ne menait pas seulement au chœur, mais disposait aussi dans sa propre coupole d'une chapelle dédiée à saint Onuphre le Grand et une autre à saint Pierre d'Athos  consacrées en 1122 (il est à noter que ces deux saints moines sont fêtés le 12 juin). Dans l'épaisseur des murs de la tour étaient creusées de très petites cellules, dans lesquelles les moines du monastère pouvaient s'isoler pour la prière. C'est là que saint Antoine de Rome passa ses dernières années dans un confinement similaire à celui des stylites. La dernière restauration architecturale a encore permis de découvrir qu'à l'origine la tour possédait dans sa coupole trois emplacements pour soutenir les cloches. Mais ce qui est plus intéressant sur les murs intérieurs de la tour, ce sont les dessins qui ne semblent pas avoir été réalisés par des artistes décorateurs professionnels mais bien, selon toute apparence, par les moines eux-mêmes. Ils sont réalisés comme de simples traits de couleur de ton ocre et rouge qui n'ont pas bien résisté au temps. Il s'agit de représentations symboliques, allégoriques et didactiques. Parmi elles, on trouve un lion à la figure triste, semblable à un homme. Sa queue est entremêlée et indique les principales vertus monacales : le repentir et l'humilité. On y voit aussi des représentations de créatures fantastiques à tête humaine mais à quatre pattes qui évoquent probablement le Kitovrasse, personnage apocryphe des récits sur le Roi Salomon qui rappelle les antiques centaures. Ceux-ci étaient doués d'une force peu commune et d'une sagesse divine. Suivant ces récits, Salomon obligea par la force le Kitovrasse à participer à la construction du Temple de Jérusalem. Mais celui-ci réussit à se libérer et s'enfuit dans le désert, préférant la liberté à la gloire parmi les humains.